# Носов, Николай Евгеньевич
Никола́й Евге́ньевич Но́сов (20 мая 1924 г., Ленинград — 15 марта 1985 г., там же) — советский историк, исследователь истории России эпохи Средневековья, многолетний руководитель Ленинградского отделения Института истории (1961—1981).

## Биография
Родился в семье юриста Е. И. Носова. В 1941 году окончил среднюю школу и поступил в Ленинградский университет.
Участник Великой Отечественной войны, отмечен наградами за боевые заслуги. Демобилизовался и вернулся в Ленинград в 1946 году, в том же году возвратившись в ЛГУ на исторический факультет. Ученик профессоров Б. А. Романова и И. И. Смирнова. Окончил ЛГУ в 1951 году и с того же года сотрудник Ленинградского отделения Института истории АН СССР (до 1968 года — ЛО Института истории СССР), где первоначально младший научный сотрудник, в 1954—1961 годах — учёный секретарь и с 1958 года — старший научный сотрудник. В 1955 году защитил кандидатскую диссертацию «Городовые приказчики и губные старосты Русского государства первой половины XVI века».
С 1961 года исполнял обязанности заведующего ЛОИИ, а в 1964—1981 годах являлся руководителем института. В последние годы жизни заведовал сектором истории СССР периода феодализма. В 1968 году защитил докторскую диссертацию «Становление сословно-представительных учреждений в России (изыскания о земской реформе Ивана Грозного)». В 1970—1979 годах — также преподаватель кафедры истории СССР исторического факультета ЛГУ. Ответственный редактор ежегодника «Вспомогательные исторические дисциплины» (1977—1983).
Являлся членом Национального комитета историков СССР, входил в состав Исполкома Международной комиссии по истории городов, был в числе организаторов и участников международных научных конференций.
Скончался в Ленинграде 15 марта 1985 года. Похоронен на Богословском кладбище Санкт-Петербурга.

## Семья
Сын Евгений (1949—2019) — археолог, член-корреспондент РАН.

## Основные работы
- Губная реформа и центральное правительство конца 30-х — начала 50-х годов XVI в. // Исторические записки. Т. 56. М., 1956.
- Очерки истории СССР. Конец XV — начало XVII в. Л., 1957 (в соавт. с А. И. Копаневым и А. Г. Маньковым).
- Очерки по истории местного управления Русского государства первой половины XVI в. М.-Л., 1957.
- Из истории поместного землевладения на Руси // Вопросы истории. 1959. № 11.
- Боярская книга 1556 г. (Из истории происхождения четвертчиков) // Вопросы экономики и классовых отношений в Русском государстве XII—XVII вв. М.-Л., 1960.
- Белозерская губная изба в начале XVII в. // Вопросы социально-экономической истории и источниковедения периода феодализма в России. М., 1961.
- Образование централизованного государства. Русское государство во второй половине XV—XVI в. // Краткая история СССР. Ч. 1. С древнейших времён до Великой Октябрьской социалистической революции. М.-Л., 1963. (4-е изд. 1981)
- Земская реформа на Русском Севере XVI в. (Об отмене кормлений и введении земских учреждений) // Крестьянство и классовая борьба в феодальной России. Л., 1967.
- Собор «примирения» 1549 г. и вопросы местного управления (на перепутье к земским реформам) // Внутренняя политика царизма (середина XVI — начало XX в.). Л., 1967.
- Становление сословно-представительных учреждений в России: изыскания о земской реформе Ивана Грозного. Л., 1969.
- Земская «уставная грамота» 1551 г. // Вспомогательные исторические дисциплины. Т. II. Л., 1969.
- Русский город и русское купечество в XVI столетии (к постановке вопроса) // Исследования по социально-политической истории России. Л., 1971.
- О двух тенденциях развития феодального землевладения в Северо-Восточной Руси в XV—XVI вв. (к постановке вопроса) // Проблемы крестьянского землевладения и внутренней политики России. Дооктябрьский период. Л., 1972.
- Уложение о кормлениях и службе 1555—1556 гг. // Вспомогательные исторические дисциплины. Т. XVII. Л., 1985.
- Становление сословного представительства в России в первой половине XVI в. // Исторические записки. Т. 114. М., 1986.

## Награды
- орден Красной Звезды
- орден Отечественной войны I степени.